# Synagoge (Dühren)
Die Synagoge in Dühren, einem Stadtteil von Sinsheim im Rhein-Neckar-Kreis im nördlichen Baden-Württemberg, wurde 1828/29 errichtet. Die profanierte Synagoge stand in der Straße Zum Gässel. Sie wurde im Juli 2015 abgebrochen, wobei die Balken gekennzeichnet wurden, um das Gebäude möglicherweise an anderer Stelle wieder aufzubauen.

## Geschichte
Nach der Auflösung der jüdischen Gemeinde in Dühren im Jahr 1877 wurde die Synagoge am 12. November 1877 öffentlich versteigert. Der Verkauf erbrachte 677 Mark 7 Pfennig, die an den israelitischen Religions- und Schulfonds in Karlsruhe gingen.
Das Synagogengebäude diente danach als Heuspeicher, später auch als Garage. In den 1990er Jahren wurden fast alle alten Häuser um die Synagoge abgebrochen, einschließlich des unmittelbar am Synagogengebäude stehenden Hauses des jüdischen Lehrers. Das Landesamt für Denkmalpflege Baden-Württemberg hatte bereits 1982 die Dührener Synagoge für erhaltenswert erklärt.
Bis 2015 gab es Bemühungen um den Erhalt der ehemaligen Synagoge. Das Gebäude geriet jedoch auf Grund der jahrelangen Vernachlässigung in einen baufälligen Zustand. Schließlich stimmte das Regierungspräsidium dem Abriss zu.